# Museo civico di Polistena
Il Museo Civico di Polistena è provvisoriamente collocato dentro due ampie sale della Biblioteca Comunale, al primo piano del Municipio. Quando finiranno i lavori di restauro la Biblioteca Comunale e il Museo Civico verranno spostati nel Palazzo Sigillò.

## Materiale raccolto
Il materiale raccolto e custodito dal Museo si divide in: 

### Reperti fossili ed archeologici
I reperti fossili ed archeologici sono custoditi in 11 vetrine, contengono testimonianze fossili ed archeologiche di Polistena e dell'area circostante.

### Reperti storici
Tra i reperti storici troviamo una raccolta di lapidi, stemmi e manufatti di vario genere sia in pietra, marmo e che in legno appartenuti alle chiese, edifici, conventi, fontane della vecchia Polistena distrutta dal terremoto del 5 febbraio del 1783. Tra tutti questi reperti ricordiamo la famosa lapide della Peschiera, del 1540 dedicata a Consalvo Ferdinando Ludovico di Cordova.

### Manufatti artistici
Tra i manufatti artistici troviamo un'ampia raccolta di sculture, pitture prodotte da artisti polistenesi (Francesco, Vincenzo e Gaetano Jerace, Domenico ed Alessandro Morani, Michelangelo Parlato, Marino Tigani, Rosalio Scerbo, Antonio Cannata, Alfredo Tigani) e da altri artisti calabresi. 
Di recente la famiglia Jerace donato diciotto opere originali di Francesco Jerace che vanno ad aggiungersi a quelle già in dotazione. 
In questa sezione viene esposto anche un esemplare di pianoforte a coda (del 1867) di Angelo Riolo, polistenese, unico costruttore di pianoforti che la Calabria abbia espresso.

### Materiale fotografico e stampe antiche
Tra il materiale fotografico troviamo una vasta raccolta di fotografie polistenesi del secondo ottocento e della prima metà del novecento. E tra le stampe antiche troviamo delle stampe antiche relative a Polistena, Cinquefrondi, San Giorgio Morgeto e Melicucco.

### Sezione naturalistica
La sezione naturalistica è stata iniziata da poco, tale raccolta contiene un prezioso Erbario che si compone di oltre 200 pannelli e che è stato realizzato nell'arco di tempo 1911-1945.